# Molossus rufus
Molossus rufus (E.Geoffroy, 1805) è un pipistrello della famiglia dei Molossidi diffuso in America centrale e meridionale.

## Descrizione

### Dimensioni
Pipistrello di medie dimensioni, con la lunghezza della testa e del corpo tra 71 e 98 mm, la lunghezza dell'avambraccio tra 47 e 54 mm, la lunghezza della coda tra 38 e 54 mm, la lunghezza del piede tra 10 e 15 mm, la lunghezza delle orecchie tra 16 e 19 mm e un peso fino a 37 g.

### Aspetto
La pelliccia è corta e vellutata, con delle setole più lunghe sulla groppa. Le parti dorsali sono nere, marroni scure o arancioni, mentre le parti ventrali sono bruno-grigiastre scure. Il muso è nero, corto, tronco ed elevato. Una sacca golare è ben sviluppata nei maschi e rudimentale nelle femmine. Le orecchie sono nere, corte, larghe e unite anteriormente alla base, dalla quale si estende fino alle narici una cresta cutanea. Il trago è piccolo, diritto ed appuntito, nascosto dietro l'antitrago il quale è grande e semi-circolare. Le membrane alari sono nerastre. e attaccate posteriormente sulle caviglie. I piedi sono corti. La coda è lunga, tozza e si estende per circa la metà oltre l'uropatagio.

## Biologia

### Comportamento
Si rifugia in colonie di 30-50 individui nelle soffitte e sotto i tetti di edifici, nelle cavità degli alberi e nelle fessure rocciose. Diviene attivo subito dopo il tramonto, quando inizia ad emettere suoni e ad agitarsi.

### Alimentazione
Si nutre di scarafaggi e formiche volanti.

### Riproduzione
Femmine gravide sono state osservate nella Penisola dello Yucatán da marzo a giugno.

## Distribuzione e habitat
Questa specie è diffusa dagli stati messicani di Tamaulipas e Sinaloa attraverso il Belize, Guatemala, Honduras, El Salvador, le coste pacifiche di Nicaragua, Panama e Costa Rica fino alla Colombia, Venezuela, Guyana, Ecuador, Suriname, Guyana francese, Perù, Brasile, Bolivia, Paraguay, Uruguay, Argentina settentrionale e isola di Trinidad.
Vive nelle foreste decidue e sempreverdi, boscaglie spinose ma anche nelle città e nei villaggi fino a 1.500 metri di altitudine.

## Conservazione
La IUCN Red List, considerato il vasto areale e la popolazione presumibilmente numerosa, classifica M.rufus come specie a rischio minimo (Least Concern)).